# Zoltán Bessenyey
Zoltán Bessenyey, né le 6 janvier 1978 à Budapest, est un pilote de rallye hongrois.

## Biographie
Sa carrière en compétition automobile débute durant l'année 2007 sur Opel Astra GTC CDTi, uniquement lors de courses du championnat slovaque pour ses deux premières saisons.
Courant 2010 il passe sur Citroën C2 R2 Max durant deux années. En 2012 il évolue sur Subaru Impreza STi N12, et l'année suivante sur Honda Civic Type-R R3. C'est au volant de ce dernier véhicule qu'il conquiert le premier titre européen jamais décerné spécifiquement pour un véhicule deux roues motrices par la FIA.
Il a deux copilotes compatriotes depuis ses débuts: György Papp pour ses cinq premières années de courses, et Yulianna Nyírfás depuis 2012: cette dernière obtient également le premier titre officiel de Champion d'Europe des copilotes des rallyes deux roues motrices (ERC-2WD) en 2013. Tous deux récidivent en 2014 (même voiture et même équipe).

## Palmarès

### Titres
- Champion d'Europe des rallyes 2WD: 2013 et 2014;
- Participation au titre de Champion d'Europe des rallyes 2WD par équipes de l'EUROSOL Racing Team (hongrois): 2013 et 2014;
- Champion de Slovaquie des rallyes du Groupe N3, en 2008;
  - 3e du championnat de Serbie des rallyes, en 2012 (et 2e du rallye national au classement général, en coupe FIA de zone est);

### Victoire et podiums en 2WD-ERC
- Vainqueur  du Rallye des Açores: 2013;
- Vainqueur du Rallye de Chypre: 2014;
  - 2e du rallye de Croatie: 2013;
  - 2e du rallye des îles canaries: 2013;
  - 2e du rallye de l'Acropole: 2014;
  - 3e du rallye Jänner: 2013;
  - 3e du rallye de Tchéquie: 2013;
  - 3e du rallye d'Estonie: 2014.

(soit 8 podiums pour 13 courses disputées en deux ans)